# Hubert Rakotombélontsoa
Hubert Rakotombélontsoa, né le 8 décembre 1968, est un athlète malgache.

## Biographie
Hubert Rakotombélontsoa remporte la médaille de bronze du 400 mètres haies aux Championnats d'Afrique d'athlétisme 1992 à Belle Vue Maurel et dispute le 400 mètres haies masculin aux Jeux olympiques d'été de 1992 à Barcelone.
Il est également champion de Madagascar du 200 mètres en 1988, 1989, 1990, 1993, 1994 et 1998, du 400 mètres en 1990 et 1993 et du 400 mètres haies en 1989, 1994 et 1998.

### Palmarès
| Date | Compétition            | Lieu             | Résultat | Épreuve     | Performance |
| ---- | ---------------------- | ---------------- | -------- | ----------- | ----------- |
| 1992 | Championnats d'Afrique | Belle Vue Maurel | 2e       | 400 m haies | 50 s 56     |